# Manuel Seoane Salazar
Manuel Seoane Salazar (La Paz, Bolivia, 27 de marzo de 1984) es un fotógrafo documentalista boliviano que trabaja para un pequeño periódico local que cubre comunidades de migrantes.

## Biografía
Manuel Seoane desde hace casi una década se dedica a la fotografía. Su primer trabajo ganó un concurso de las Naciones Unidas. Era un reportaje sobre los lugares más recónditos de Bolivia. Durante dos años hizo un registro fotográfico de los prestes y participó en varios festivales. Gracias a la presentación de ese trabajo conoció a gente de National Geographic que se mostró interesada en su trabajo. Por lo tanto, postulo a una beca y lo aceptaron en el equipo de NatGeo Explorers.
Empezó con la fotografía como una manera de acercarse al entorno, a conocerlo sin ser partícipe de su accionar. Paralelamente junto a algunos de sus compañeros crearon un colectivo fotográfico sin motivo Justamente intentando rescatar aquella intención de retractar el mundo sin fin más que el hecho de hacerlo. Después de casi 10 años de crecer en la fotografía, algunos medios comenzaron a interesarse por su trabajo más personal.
Su último trabajo es sobre las costumbres aymaras y sus varios engranajes con la urbanidad modernista y globalizante que ha tenido cierta repercusión en festivales y medio lo que ha generado la oportunidad acceder a becas para producir y publicar proyectos con National Geographic y Reuters.
Algunos de sus trabajos han sido publicados en medios como Lens New York Times, Télérama (Francia), Deutsche Presse-Agentur (Alemania), Huck Magazine (Inglaterra), Luz del Norte (México), Die Zeit (Alemania), Illustreret Bunker (Dinamarca), PHMuseum y Página Siete. Es miembro fundador del colectivo Fotografía sinMotivo con el cual ha realizado exposiciones en el Museo Tambo Quirquincho, la Cinemateca Boliviana, el centro Elzenhof (Bélgica), el festival FocoOaxaca (México), PODspace (Australia) y TimelineBH2 (Brasil), entre otros. También ha participado en las publicaciones de los libros del colectivo El motivo del sinmotivo: Ensayos Fotográficos (2011), Sobre la ciudad y la mirada (2012) y Cotidiano (2016), además de ser comisionado para las publicaciones Imágenes de Nuevo Tiempo (2016) y 24LP.

## Trabajos
Entre sus logros destacan:
- Ganador del Pulitzer Center's Rainforest Journalism Fund.[4] mayo de 2019.
- Finalista del Stern Photojournalism Grant.[5] Abril de 2019.
- Nominado al Joop Swart Masterclass. Marzo de 2019. Ámsterdam, Holanda.
- Semifinalista World Press Photo Contest.[6] febrero de 2019. Ámsterdam, Holanda.
- Selección oficial Blink Connect

 2019. Febrero 2019. Nueva York, EE. UU..
- Selección oficial New York Portfolio Review.[8] Enero de 2019. Nueva York, EE. UU..
- Selección oficial Tbilisi Night of Photography.[9] Julio 2018. Tbilisi, Georgia.
- Ganador de la National Geographic Grant en Visual Storytelling

. Junio de 2018.
- Ganador seleccionado en The Fence,[11] en la categoría Street Photo. Junio 2018.
- Finalista del Moving Walls 25 de la Open Society Foundation. Mayo 2018.
- Ganador del Reuters Photojournalism Grant. Mayo 2018.